# Unicorn Academy
Unicorn Academy ist eine US-amerikanisch-kanadische Animationsserie, welche im Jahr 2023 veröffentlicht wurde. Sie basiert auf den gleichnamigen Büchern von Julie Sykes.

## Handlung

### Staffel 1
Die 14-jährige Sophia entdeckt eine magische Welt – Unicorn Island. Sie wird an der dortigen Akademie aufgenommen, die ihre Schüler zu Einhornreitern ausbildet. Diese gelten als „Beschützer der Magie“. Sophia trifft auf das Einhorn Wildstar und muss lernen, mit ihm zusammenzuarbeiten. Nur wenn die beiden eine Verbindung zueinander aufbauen, können sie gemeinsam ihre magischen Kräfte erwecken. Doch die Magie der Insel wird von einer dunklen Macht bedroht. Ravenzella, die Herrscherin des verschwundenen Königreichs Grimoria, möchte sich an der Unicorn Academy rächen. Sie wurde vor Jahren von Sophias Vater verbannt, doch nun ist sie wieder frei und dank ihres Dunkeleinhornes sowie der Macht des Dunkelherzes stärker als je zuvor. Sophia möchte den Kampf allein austragen, doch nur mit ihren Freunden ist sie stark genug, um Ravenzella Einhalt zu gebieten. Nachdem sie und Wildstar das Juwel zurückerobert haben, bündeln sie die gesamte Dunkelmagie darin und berauben die Schurkin ihrer Kräfte. Die Einhörner zerstören das Dunkelherz und Ravenzella wird zusammen mit ihren Untergebenen im Tempel der Wächter eingesperrt.

### Staffel 2
Anlässlich des seltenen Feenmondes veranstaltet die Unicorn Akademie einen Maskenball. Noch am gleichen Abend wird die seltene Einhorn-Konstellation am Nachthimmel sichtbar. Diese erscheint nur aller 5 Jahre und bringt neue Magie auf die Insel. Mit der Zeit fallen Sterne der Konstellation auf die Erde nieder, aus welchen neue Einhörner geboren werden. Doch die wohl mächtigsten sind die Kronensterne aus dem Horn des Abbildes. Sophias Vater und Wildstar haben sich deren Kraft zu Nutze gemacht, um das Reich der Dunkelmagie (Grimoria) verschwinden zu lassen. Dabei wurde jedoch auch Miles Mendoza selbst vom Licht der Sterne verschlungen.
Nach der Rückkehr des Sternenbildes erhält Sophia Lichtsignale von der Halskette ihres Vaters. Darin sieht das Mädchen ein Zeichen und macht sich selbst auf die Suche nach den drei Kronensternen, um so ihren Vater zurückzuholen. Ihre Freunde Ava, Rory, Layla und Isabel stehen hinter Sophia. Nur Valentina möchte die Mission nicht weiter unterstützen. Sie macht sich Sorgen um die mögliche Rückkehr Grimorias und erkennt die Gefahren für ihre Freunde, die Akademie und ganz Unicorn Island.
Zugleich erscheint ein mysteriöser Fremder auf der Insel und möchte den Schülern auf der Suche zuvorkommen. Den Saphiren gelingt es jedoch, die drei Kronensterne in ihren Besitz bringen. Mittlerweile fürchtet auch Sophia die Konsequenzen ihres Vorhabens. Sie möchte die Insel und ihre Bewohner nicht in Gefahr bringen. Aber ihre Freunde stehen hinter dem Vorhaben und ermutigen sie, es zu versuchen. Als Sophia und Wildstar den Zauber für Grimorias Rückkehr wirken möchten, erscheint Ms. Primrose. Sie wurde von Valentina über die geheime Mission informiert. Doch entgegen der Erwartungen möchte die Schulleiterin Sophia unterstützen. Der erste Versuch das verlorene Inselreich zurückzuholen misslingt.
In der bevorstehenden Abschlussprüfung müssen die Schüler ihre Fähigkeiten als Team beweisen. Dabei gerät Valentinas Tante Ms. Furi in Gefahr. Durch die Herausforderung wachsen die Saphire als Einheit zusammen und können die Lehrerin gemeinsam retten. So gelingt ihnen der Harmonie-Bindezauber, welcher die magischen Kräfte der Einhörner verstärkt. Nach der Gefahr für ein Familienmitglied kann Valentina die Beweggründe ihrer Mitschülerin besser verstehen. Nun ist sie bereit Sophia zu unterstützen. Sie gesteht den anderen, gemeinsam mit der Schulleiterin die Mission sabotiert zu haben. Ms. Primrose hat einen der Sterne mit den Illusionskräften ihres Einhorns Ethera gefälscht, weshalb der Zauber nicht funktioniert hat.
Die Schüler besorgen den echten Stern aus dem Büro der Schulleiterin. Dabei erscheint das mysteriöse Wesen erneut, wird jedoch als Ms. Primrose selbst enttarnt. Sie wollte die Insel mit Hilfe der Illusionsmagie Etheras beschützen und das Vorhaben der Schüler verhindern. Doch schlussendlich gelingt es Sophia, Grimoria mit der Magie der Kronensterne zurückzuholen. Damit befreit sie auch Lazul, den neuen König von Grimoria. Er hat in Ravenzellas Abwesenheit die Herrschaft übernommen und hält Sophias Vater gefangen. Es stellt sich heraus, dass Lazul, über eine Verbindung zu Sophias Kristall, für dessen Lichtsignale verantwortlich war und so das Mädchen für seine Zwecke benutzt hat. Nun ist er frei und möchte Unicorn Island und den Rest der Welt erobern.
Mit einem Trick gelingt es den Freunden, Sophias Vater zu befreien. Gemeinsam mit den Lehrern stellen sie sich dem selbsternannten König und seinen finsteren Kreaturen. Als die Situation ausweglos erscheint, erinnert sich Sophia an die Verbindung Lazuls zu ihrem Kristall. Sie richtet Wildstars Magie auf ihre Kette und der Schurke verschwindet in einer Lichtflut. Die Kreaturen Grimorias treten den Rückzug an und die Akademie ist gerettet.
Nach Abschluss des ersten Schuljahres können Sophia und Miles nachhause zurückkehren. Doch sie verspricht Wildstar, bald wieder an der Akademie zu sein.

## Charaktere

### Sophia Mendoza und Wildstar
Die 14-jährige Sophia ist der Hauptcharakter in Unicorn Academy. Seit dem Verschwinden ihres Vaters fällt es dem Mädchen schwer, sich anderen gegenüber zu öffnen und Freundschaften aufzubauen. Sie möchte nicht riskieren, jemanden in ihr Herz zu lassen, den sie dann verlieren könnte.
Sophia ist ein Freigeist mit ganz individueller Sichtweise, die sich nicht davor scheut zu sagen, was sie denkt. Sie hat keine Angst davor Regeln zu brechen, insbesondere wenn sie der Wahrheit auf der Spur ist.
Wildstar ist das Einhorn von Sophia, welches sich der Lichtmagie bedient. Gemeinsam mit Sophias Vater ist sie erstmals gegen Ravenzella angetreten. Nachdem sie ihren Reiter im Kampf verloren hat, tut sie nun alles, um Sophia zu beschützen.

### Ava Banji und Leaf
Ava ist ein lebensfroher Mensch mit sonnigem Gemüt und einer grundlegend positiven Einstellung. Sie zeigt Empathie und kümmert sich fürsorglich um alle Lebewesen aus ihrem Umfeld. Die junge Einhornreiterin versucht in allem das Gute zu sehen, auch wenn es sich nicht gleich offenbart. Ihre Brüder haben bereits vor ihr die Unicorn Academy besucht, wodurch sie über grundlegende Kenntnisse zur magischen Welt verfügt.
Ihr Einhorn Leaf ist ebenso sanftmütig, liebevoll und einfühlsam wie Ava. Sie verfügt über ein gutes Umgebungsbewusstsein und nimmt Gefahrensituationen intuitiv wahr. Leaf nutzt die Kraft der Pflanzenmagie, welche perfekt zu ihrer naturverbundenen Reiterin passt.

### Valentina Furi und Cinder
Die temperamentvolle Valentina stammt aus einer Familie von Einhornreitern, deren Vorfahren zu den Gründern der Unicorn Academy zählen. Ihre Tante, Miss Furi, unterrichtet an der magischen Schule. Während die Nachwuchs-Reiterin gerne mit sich selbst prahlt, macht sie andere oftmals nieder. Doch auch wenn ihre intrigante Art manchmal zur Belastung wird, können sich die anderen auf sie verlassen, wenn es darauf ankommt. Valentina ist zielorientiert und einfallsreich. Man sollte ihre Fähigkeiten nicht unterschätzen.
Das Temperament teilt sich die Schülerin mit dem hitzköpfigen Einhorn Cinder. Er bringt den anderen Einhörnern, ebenso wie Valentina ihren Mitschülern, nur selten Anerkennung entgegen. Für ihn zählt es in allem der Beste zu sein, egal um welchen Preis. Passend zu seiner Persönlichkeit verfügt Cinder über die Feuermagie.

### Layla Fletcher und Glacier
Klugheit und Wissbegier zeichnen Layla Fletcher aus. Sie lernt gern dazu und ist häufig in Bücher vertieft. So eignet sich das Mädchen schnell ein umfangreiches Wissen über die Einhörner und ihre magische Welt an. Viele Dinge werden von ihr genau durchdacht. Jedoch vergisst sie hin und wieder, auch der eigenen Intuition zu vertrauen. In Gefahrensituationen behält sie einen kühlen Kopf und findet für die meisten Probleme schnell eine Lösung.
Durch den Bindungszauber schließt sich Layla mit der eigensinnigen Glacier zusammen. Die Einhorn-Stute ist stark, wild und furchtlos, was für die im Reiten unerfahrene Layla zu Beginn eine Herausforderung darstellt. Doch beide lernen schnell, mit den individuellen Eigenschaften des jeweils anderen umzugehen. Glacier verfügt über die Eismagie.

### Isabel Armstrong und River
Isabel ist sehr sportlich und eine überaus begabte Einhorn-Reiterin. Bereits in früher Kindheit saß das Mädchen im Sattel und reitet seitdem auf Junior-Olympia-Niveau.
Im Gegensatz zu Isabel ist Einhorn River sanftmütig, schüchtern und eher ängstlich. Trotz seiner albernen Art kann man sich immer auf ihn verlassen, wenn man ihn braucht. River bedient sich der Wassermagie.

### Rory Carmichael und Storm
Rory ist ein aufgeschlossener und lebhafter Schüler, der nur seinen Spaß an der Akademie haben möchte. Die meisten Dinge nimmt er nicht allzu ernst. Seine extrovertierte Art macht es ihm leicht, Freundschaften zu schließen – egal ob mit Gleichaltrigen, Lehrern oder magischen Tieren. Rory spielt sehr gerne Streiche und kommt immer zum Unterricht zu spät. Wegen seiner vielen Streiche und Aktionen muss er oft nachsitzen.
Leicht chaotisch, aber ebenso lebenslustig ist Einhorn-Stute Storm. Wie auch ihr Reiter ist sie manchmal etwas rücksichtlos und geht gern Risiken ein. Auch sie spielt gerne mit Rory Streiche und ist für jeden Spaß zu haben. Man kann sich immer auf sie verlassen. Sie nutzt, passend zu ihrem Namen, die Sturmmagie.

### Ravenzella
Ravenzella ist die Antagonistin der Serie. Sie war Königin des Reiches Grimoria, der Heimat der Dunkelmagie. Doch als sie Unicorn Island bedrohte, stellte sich Sophias Vater ihr entgegen und verbannte sie in die Halle der Ewigkeit. Nach Jahren der Gefangenschaft steht ihr der Sinn nach Rache. Ihr Ziel ist es, die gute Magie und die Unicorn Academy zu vernichten. Dabei wird sie von der Elfe Crimsette und dem Oger Ash unterstützt, die ihr treu untergeben sind.

### Lazul
Lazul ist ein magisches Wesen aus Grimoria, das bereits an Ravenzellas Seite gegen die Einhornreiter gekämpft hat. Als Sophias Vater die Magie der Kronensterne einsetzte, verschwand auch Lazul zusammen mit dem Reich der Dunkelmagie. Er nutzte Ravenzellas Abwesenheit, um die dortige Herrschaft zu übernehmen und hat sich selbst zum neuen König ernannt. Sein Ziel ist es, die Grenzen Grimorias zu erweitern und neben Unicorn Island auch den Rest der Welt unter seine Kontrolle zu bringen.

## Produktion und Veröffentlichung
Unicorn Academy wurde in Kooperation zwischen dem kanadischen Studio Spin Master Entertainment und Disney Branded Television/ Disney Branded Animation (Teil der Walt Disney Company) produziert. Die Animation der Netflix-Original Serie übernahmen die Mainframe Studios. An der Umsetzung waren zahlreiche Regisseure und Drehbuchautoren beteiligt. Die Handlung basiert auf den Büchern von Julie Sykes.
Am 2. November 2023 erschien die erste Staffel weltweit bei Netflix (Ausnahme Japan, folgte am 9. November). Diese nahm ihren Auftakt mit einem 72-minütigen Special. Staffel zwei folgte am 27. Juni 2024 und wurde von der 46-Minuten-Folge Unter dem Feenmond eingeleitet.
Noch im selben Jahr wurde Unicorn Academy erstmals im deutschen Free-TV ausgestrahlt. Der Sender Super RTL präsentierte die komplette erste Staffel zwischen dem 4. und 18. November 2024.
Am 9. April 2025 feierte das Special Ein legendärer Sommer, mit einer Laufzeit von 60 Minuten, seine Premiere bei Netflix. Des Weiteren wurde die Veröffentlichung einer vierten Spezialfolge, im Rahmen des jährlichen Weihnachtsprogrammes, für den 6. November 2025 angekündigt.

### Musik
Die Musik zur Serie stammt von Ben J. Lee, Tyler Tsang und Jeff D. Anderson. Aus dem Original-Soundtrack wurden mehrere Singles durch Spin Master Entertainment veröffentlicht – darunter auch das Titellied Follow your Heart (dt. „Hör auf dein Herz“), geschrieben von Tyler Tsang, Brendan Quinn und Joel Serlin.
| Singles                 | Singles                               | Singles               | Singles                              | Singles                   | Singles       |
| Originaltitel           | Erscheinungsdatum (englische Version) | Deutscher Titel       | Erscheinungsdatum (deutsche Version) | Veröffentlicht durch      | Ref.          |
| ----------------------- | ------------------------------------- | --------------------- | ------------------------------------ | ------------------------- | ------------- |
| „Follow your Heart“     | 5. September 2023                     | „Hör' auf dein Herz“  | 17. Mai 2024                         | Spin Master Entertainment | [ 20 ] [ 21 ] |
| „Lights Out“            | 6. Oktober 2023                       | –                     | –                                    | Spin Master Entertainment | [ 22 ]        |
| „There's A Light“       | 3. November 2023                      | „Ich spüre ein Licht“ | 17. Mai 2024                         | Spin Master Entertainment | [ 23 ] [ 24 ] |
| „Better With Two“       | 27. Juni 2024                         | –                     | –                                    | Spin Master Entertainment | [ 25 ]        |
| „Under the Fairy Moon“  | 27. Juni 2024                         | –                     | –                                    | Spin Master Entertainment | [ 26 ]        |
| „Legendary“             | 14. März 2025                         | –                     | –                                    | Spin Master Entertainment | [ 27 ]        |
| „Guiding Light“         | 4. April 2025                         | –                     | –                                    | Spin Master Entertainment | [ 28 ]        |
| „Guiding Light Reprise“ | 4. April 2025                         | –                     | –                                    | Spin Master Entertainment | [ 29 ]        |

## Synchronisation
Die deutsche Synchronfassung entstand bei der Iyuno-SDI Group Germany GmbH in München nach einem Buch von Tanja Paidar. Dialogregie führte Uta Kienemann-Zaradic.
| Rolle            | Deutscher Sprecher   | Originalsprecher      |
| ---------------- | -------------------- | --------------------- |
| Sophia Mendoza   | Angelina Markiefka   | Sara Garcia           |
| Marco Mendoza    | Patricia Strasburger | Roman Pesino          |
| Miles Mendoza    | –                    | Carlos Diaz           |
| Marta Mendoza    | Melanie Manstein     | Monica Rodriguez Knox |
| Valentina Furi   | Melanie Olbert       | Kari Wong             |
| Layla Fletcher   | Pia Amofa-Antwi      | Kamaia Fairburn       |
| Ava Banji        | Friederike Sipp      | Sadie Laflamme-Snow   |
| Isabel Armstrong | Marcia von Rebay     | Gabriella Kosmidis    |
| Rory Carmichael  | Maximilian Belle     | Kolton Stewert        |
| Ms. Primrose     | Dagmar Dempe         | Rosemary Dunsmore     |
| Ms. Furi         | Angela Wiederhut     | Mayko Nguyen          |
| Ms. Wildwood     | Tatjana Pokorny      | Sophia Walker         |
| Ms. Rosemary     | Laura Preiss         | Dakota Ray Hebert     |
| Mr. Tansi        | –                    | Derek McGrath         |
| Fernakus         | Julian Manuel        | Paul Van Dyck         |
| Jacinta          | Zina Laus            | Déjah Dixon-Green     |
| Delia            | –                    | Addison Holley        |
| Jamie            | –                    | Aiden Dawn            |
| Ash              | Gerhard Jilka        | Ian Ronningen         |
| Ravenzella       | Stefanie Dischinger  | Jennifer Hale         |
| Crimsette        | Andrea Wick          | Ana Sani              |
| Tabaditha        | Patricia Strasburger | Tajja Isen            |

## Episodenliste
| Nummer (gesamt) | Nummer (Staffel) | Deutscher Titel            | Originaltitel        |
| --- | ---------------- | -------------------------- | -------------------- |
| 1 | 1                | Unicorn Academy            | Unicorn Academy      |
| Handlung: Die 14-jährige Sophia ist ein Freigeist auf der Suche nach Abenteuern. Ihr Vater meinte einst, dass sie für etwas großes bestimmt wäre und dieser Gedanke treibt ihre Neugier an. Eines Tages erreicht sie eine geheimnisvolle Schatulle. Darin verborgen ist eine Karte, welche ihr die Aufnahme an einer weltweit führenden Reitakademie verkündet. Entschlossen der Einladung zu folgen, macht sie sich auf den Weg zum Empfangsort. Dort steht ein Boot zur Überfahrt bereit. Doch dieses scheint führerlos und entfaltet plötzlich große Flügel, mit denen es Sophia in eine andere Welt bringt. Dem Mädchen wird schnell klar, dass es sich nicht um eine normale Schule handeln kann. Auf einer fernen Insel angekommen wird sie von Dwerpin Fernakus empfangen, welcher ihr die ersten Fragen zum Geschehen beantwortet. Mit dem Betreten des Campus wird sie von Schulleiterin Primrose an der Akademie willkommen geheißen und in das Geheimnis von Unicorn Island eingeweiht. Die Flirrfeen verkünden jedem Schüler seinen zugehörigen Edelstein, wonach sich die Zimmeraufteilung richtet. Sophia gehört zu den Saphiren und trifft in der Unterkunft auf ihre Mitbewohner Ava, Isabel, Rory, Layla und Valentina. Der Tag neigt sich dem Ende und Sophia ist sicher, in der Akademie ihr „Außergewöhnlich“ gefunden zu haben. Plötzlich hören sie und Ava ein lautes Kreischen. Die beiden gehen dem Geräusch nach und treffen Layla, die sich gerade in einem magischen Buch mit den bösen Kreaturen der Insel vertraut macht. Sophia kann nicht glauben, dass Unicorn Island auch dunkle Seiten hat. Gemeinsam stöbern sie weiter im Buch und entdecken die Geschichte von Ravenzella. Einst Königin von Grimoria, der Heimat der Dunkelmagie, wollte sie die Heimat der Einhörner zerstören. Doch ein mutiger Reiter stellte sich ihr in den Weg und verbannte sie in die Halle der Ewigkeit. Unterdessen sieht man vor dem Gebäude eine vermummte Gestalt mit einer Elfe sprechen. Diese macht sich unmittelbar danach auf den Weg in eine Höhle und es stellt sich heraus, das Ravenzella dort gefangen ist. Mit ihren Untergebenen, Oger Ash und Elfe Crimsette, ist sie bereit, Rache zu nehmen. Der nächste Tag bringt die erste und wahrscheinlich wichtigste Aufgabe an der Schule mit sich. Die Schüler sollen sich im Wald auf die Suche nach ihrem Einhornpartner begeben. Dabei dürfen sie jedoch nicht die schimmernde Grenzmauer zum verbotenen Teil der Insel überschreiten. Sie machen sich auf den Weg und einer nach dem anderen wird fündig. Nur Sophia ist noch nicht auf ihr Einhorn gestoßen, als sie vor der Grenzmauer steht. Hinter dieser ragt ein großer Baum hervor, von welchem aus sie sich einen besseren Blick erhofft und so ihre Suche vereinfachen möchte. Das Mädchen ignoriert die Regeln der Schulleiterin und geräht in Gefahr. Doch wird sie von ihrem Einhorn aus der Situation befreit. Weil Sophia die Anweisungen ignoriert hat, droht ihr nun der Verweis von der Akademie. Entmutigt streift sie über das Gelände, wo sie eine Statue ihres Vaters findet. Ms. Primrose gesellt sich zu ihr und berichtet von seiner Heldentat. Er hat Ravenzella damals im Kampf besiegt und so die Insel gerettet. Und das mit Einhorn Wildstar, welches sich nun seiner Tochter angeschlossen hat. Nach dem Gespräch erhält Sophia eine zweite Chance und darf weiterhin bleiben. In einer feierlichen Zeremonie erhalten die Reiter ihre Uniform und die Einhörner einen Namen. Bereit für den Unterricht stellen sich die Saphire der nächsten Aufgabe. Sie müssen eine Verbindung zu ihren Einhörnern aufbauen, um so deren magische Kräfte zu erwecken. Auch hier gelingt es allen, bis auf Sophia, den Bindezauber einzugehen. Sie beginnt daran zu zweifeln, das Wildstar eine Bindung mit ihr eingehen möchte und macht der Einhorn-Stute Vorwürfe. Doch Mitschülerin Ava eröffnet ihr später eine andere Sichtweise. Wildstar fühlt sich schuldig, weil sie Sophias Vater verloren hat und möchte nun verhindern, denselben Fehler noch einmal zu begehen. Plötzlich ertönt Lärm vor den Stallungen. Zeuge Fernakus berichtet, dass Wildstar entführt wurde. Er hat nicht gesehen von wem, aber kennt das Ziel der Schurken. Sophia, Ava, Layla und Rory machen sich auf den Weg, um sie zu retten. Dabei treffen sie auf die böse Ravenzella, ihre Untergebenen und ein vertrautes Gesicht. Fernakus hat die Akademie verraten und die Schüler in eine Falle gelockt, um die ehemalige Herrscherin Grimorias zu befreien. Und der Schlüssel dazu ist Sophias Halskette, welche sie von ihrem Vater bekam. Ravenzella gelingt die Flucht. Sie verletzt Wildstar mit ihrer Dunkelmagie und zerstört die Höhle. Während die anderen Saphire von Sophia getrennt werden, bleibt diese bei ihrem Einhorn. Fast werden sie unter dem Geröll begraben, doch im letzten Moment gelingt ihnen der Bindezauber und beide entkommen. Schnell reiten die Freunde zur Akademie zurück, wo bereits der Kampf tobt. An einer Klippe kommt es zum finalen Kampf zwischen Sophia und Wildstar gegen die finstere Zauberin. Beide Parteien scheinen einander ebenbürtig, bis das Licht eines Sternes auf Wildstars Horn fällt und sie Ravenzella mit ihrer Magie versteinert. Die Statue fällt von der Klippe und versinkt im Wasser. Ravenzella scheint besiegt und die Saphire werden als Helden gefeiert. |                  |                            |                      |
| 2 | 2                | Der verborgene Tempel      | The Hidden Temple    |
| 3 | 3                | Das Rennen                 | The Race             |
| 4 | 4                | Das Buch der Dunkel-Magie  | The Book of Grim     |
| 5 | 5                | Unter dem Sternenglanz-See | Under Starglow Lake  |
| 6 | 6                | Der Wahrsage-See           | The Vision Pool      |
| 7 | 7                | Der zerbrochene Edelstein  | The Broken Gem       |
| 8 | 8                | Ravenzellas Rache          | Ravenzella's Revenge |
| 9 | 9                | Gebrochene Herzen          | Mended Hearts        |

| Nummer (gesamt) | Nummer (Staffel) | Deutscher Titel            | Originaltitel         |
| --- | ---------------- | -------------------------- | --------------------- |
| 10 | 1                | Unter dem Feenmond         | Under the Fairy Moon  |
| Handlung: Auf Unicorn Island steht der Feenmond bevor – ein magisches Phänomen, bei welchem die Kräfte der Flirrfeen besonders stark sind und seltene Arten von ihnen in Erscheinung treten. Die Unicorn Academy zelebriert das Ereignis mit einem Maskenball. In Vorbereitung auf das Fest machen sich die Schüler auf die Suche nach Sternenstaubblüten, welche unter dem Feenmond erblühen und eine Überraschung bereithalten. Isabel verfolgt das Ziel, die meisten Knospen zu sammeln und begibt sich mit ihrem Einhorn River in Gefahr. Dabei verletzt sie sich am Bein und läuft fortan auf Krücken. Zudem muss die ehrgeizige Reiterin nun auf den Sport verzichten, bis ihre Verletzung abgeheilt ist. Isabel macht River für den Unfall verantwortlich und die beiden gehen im Streit auseinander. Unterdessen taucht ein mysteriöser Fremder auf Unicorn Island auf. Er versucht wilde Einhörner zu fangen, was ihm jedoch misslingt. Der Maskenball hat schon begonnen, als Isabel nach anfänglichem Zögern beschließt, die Feier doch noch zu besuchen. Dabei trifft sie auf Danny, einen vermeintlichen Schüler der Akademie. Isabel erzählt ihm vom Streit mit River. Dabei erkennt die junge Reiterin, dass River und sie schon einiges zusammen durchgestanden haben. Danny macht ihr Mut, dass sich die beiden wieder vertragen werden. Plötzlich erscheint Ms. Furi und bittet die beiden zurück auf die untere Etage des Festsaals. Isabel folgt ihr und Danny verschwindet. Wie sich herausstellt, möchte er zu River und überzeugt das Einhorn, ihm auf die Insel der Flirrfeen zu folgen. Sie ist die Heimat dieser magischen Wesen. Derweil bemerken die Saphire auf dem Ball, dass Isabels blaue Haarsträhne verblasst. Das ist ein Zeichen dafür, dass mit dem Bindungszauber zwischen Einhorn und Reiter etwas nicht stimmt. Isabel, Layla, Ava und Sophia machen sich umgehend auf den Weg zu River. Doch können die Mädchen nur noch sein Verschwinden feststellen. Sie finden Dannys Maske in den Stallungen und Hinterfragen seine Absichten. Plötzlich löst sich der Bindungszauber zwischen Isabel und River vollständig. Die Schüler machen sich auf den Weg um das Einhorn und Danny zu finden und werden auf der Insel der Flirrfeen fündig. Dort erzwingt Danny einen Bindungzauber mit River, indem er die Kräfte der seltenen Unterholzfeen einsetzt. Er offenbart den Saphiren, dass auch er als Schüler an die Unicorn Academy eingeladen war. Jedoch fanden die Flirrfeen kein passendes Einhorn für ihn und so musste er wieder in seine Heimat zurückkehren. Nun hat Danny sein Schicksal selbst in die Hand genommen. River steht unter seiner Kontrolle und wirkt einen starken Zauber in Richtung Meer. Daraufhin versucht der Junge mit dem Hengst zu entkommen. An einer Klippe aber gelingt es den Saphiren, Einhorn und Reiter voneinander zu trennen. Isabel wendet sich River zu und es gelingt ihr, den Bann der Unterholzfeen zu lösen. Die beiden gehen erneut einen Bindungszauber ein. Doch nun droht Gefahr durch die entfesselte Wassermagie. Diese hat eine gewaltige Flutwelle ausgelöst, welche die Insel der Flirrfeen und die Einhornreiter bedroht. Isabel und River stellen sich ihr entgegen. Zusammen gelingt es den beiden, die Wassermassen aufzuhalten. Danny bereut seine Tat und verspricht, auch ohne Einhorn großes zu vollbringen. Mit dem Feenboot soll der Junge in seine Heimat zurückkehren. Nun können sich die Schüler der Unicorn Academie wieder dem Maskenball zuwenden. Die Sternenstaubblüten öffnen sich und ein großes Feuerwerk erleuchtet den Himmel. Dort wird die Einhorn-Konstellation sichtbar, worüber sich Schulleiterin Primrose besorgt zeigt. |                  |                            |                       |
| 11 | 2                | Das Jahr des Einhorns      | Year of the Unicorn   |
| 12 | 3                | Sternenschnuppen           | Star Showers          |
| 13 | 4                | Wildstars Traum            | Wildstar's Dream      |
| 14 | 5                | Vermächtnis                | Legacies              |
| 15 | 6                | Unter Druck                | Mounting Pressure     |
| 16 | 7                | Schlechte Gesellschaft     | The Wrong Crowd       |
| 17 | 8                | Die letzte Prüfung: Teil 1 | The Final Test Part 1 |
| 18 | 9                | Die letzte Prüfung: Teil 2 | The Final Test Part 2 |
| 19 | 10               | Grimorias Rückkehr         | Grimoria's Return     |

| Nummer (gesamt) | Nummer (Staffel) | Deutscher Titel       | Originaltitel    |
| --- | ---------------- | --------------------- | ---------------- |
| 20 | 1                | Ein legendärer Sommer | Legendary Summer |
| Handlung: Layla und Ava verbleiben über die Ferien auf Unicorn Island. Diese Zeit möchte Layla nutzen, um ihrem Vorbild, der Entdeckerin Faraday, nachzueifern und meldet sich freiwillig als Forschungsassistentin bei Mr. Tansy. Doch die Erwartungen daran, sich etwas neues erschließen zu können, werden enttäuscht. Sie erhält die Aufgabe, bereits bekannte Dinge von der Insel zu sammeln und zu katalogisieren. Layla beschließt, eigene Nachforschungen anzustellen. Auf der Suche nach Mondbeeren betritt sie das Dunkelreich Grimmoria. Dort findet sie eine mysteriöse Pflanze, die selbst der Expertin Ava unbekannt ist. Entgegen der Warnung ihrer Freundin pflückt Layla eine der Blüten und bringt sie für Studienzwecke zur Akademie. Durch ihren Eingriff weckt sie jedoch ein Wesen, dass mit den Wurzeln der Pflanze verbunden ist. Am nächsten Morgen bemerken die Freundinnen, dass sich die Blume vermehrt und durch ihre Wurzeln rasant verbreitet. Zudem scheint sie jegliche Form der Magie durch Berührung zu absorbieren. Auch das Einhorn Glacier wurde so einem Teil seiner Kräfte beraubt. Auf der Suche nach Möglichkeiten, die Ausbreitung der Pflanze zu stoppen, wendet sich Layla heimlich an Ravenzella. Sie schlägt vor, den Wurzeln bis ins Zentrum der Pflanze zu folgen und dieses mit Magie zu zerstören. Layla berichtet Ava und den Einhörnern von ihrem Vorhaben, verschweigt aber, von wem sie die Informationen erhalten hat. Die Freunde folgen den Wurzeln zu einer riesigen Knospe und einem Mädchen, das scheinbar darin gefangen ist. Beim Versuch die Knospe zu zerstören und dem Mädchen zu helfen, wird diese endgültig aus ihrem Schlaf geweckt. Es stellt sich heraus, dass sie kein menschliches Wesen, sondern die Pflanze selbst ist – Tabaditha. Sie greift die Einhornreiter an und stiehlt Glaciers letzte Magie. Getrieben von ihrem Verlangen macht sich Tabaditha auf den Weg nach Unicorn Island, um die gesamte Magie in sich aufzunehmen. Layla gesteht ihren Freunden, dass der fehlgeschlagene Plan von Ravenzella stammt. Glacier scheint enttäuscht und galoppiert allein zurück nach Unicorn Island. Die anderen folgen ihm und müssen feststellen, dass die Wurzeln der Tabaditha bereits das ganze Land bedecken. Und weil Unicorn Island die Quelle der gesamten irdischen Magie ist, droht diese nun ausgelöscht zu werden. Bevor die letzte Magie versiegt, entsendet Ava Flirrfeen zu den übrigen Einhornreitern, die ihnen bald zur Hilfe kommen. Während Sophia, Ava, Rory, Isabel und Valentina mit Schulreiterin Primrose die wilden Einhörner beschützen, sucht Layla weiter nach einer Lösung, um Tabaditha aufzuhalten. Diese trifft unterdessen auf Ravenzella und befreit sie aus ihrem magischen Gefängnis. In der Hoffnung, dass Tabaditha ihre verlorenen Kräfte zurückbringen kann, bietet Ravenzella ihr die gemeinsame Herrschaft an. Doch Tabaditha macht deutlich, dass sie ausschließlich Magie nimmt und nicht gibt. Sie fesselt Ravenzella in ihren Wurzeln und lässt sie zurück. Die Hoffnung der Schüler schwindet, als noch mehr Einhörner ihre Kräfte an die Pflanze verlieren. Doch dann erscheint Layla und sie hat einen Weg gefunden, die gestohlene Magie mit Hilfe der Blüten wieder nutzbar zu machen. Sie bringt die Kräfte von Glacier zurück und gemeinsam frieren sie Tabaditha bis hin zu den Wurzeln ein, sodass sie keine Magie mehr absorbieren kann. In einer Konvergenz richten die Einhörner ihre magischen Kräfte gegen Tabaditha, welche sich in einem Blütenmeer auflöst. Die Magie kehrt zurück und Unicorn Island scheint gerettet. Doch Ravenzella ist wieder auf freiem Fuß und kehrt nach Grimmoria zurück, wo ihre Dunkelmagie wieder erwacht. Layla und Glacier erhalten für die Forschung an der Tabaditha-Blume einen Eintrag im Funkelbuch. Sie haben gelernt, dass jeder Fehler macht und man aus ihnen lernen kann. Wenn man sich vor ihnen fürchtet, wird man nie etwas neues ausprobieren. |                  |                       |                  |

## Buchvorlage
Unicorn Academy ist eine Buch-Reihe von Autorin Julie Sykes, illustriert von Lucy Truman. Ideengeber war der Verlag Nosy Crow Books, welcher die Bücher erstmals publizierte. In Nordamerika wurde der Vertrieb von Penguin Random House übernommen, während die deutschsprachige Fassung beim Nelson Verlag erschien. Die Original-Reihe umfasst 20 Bände, welche von 2018 bis 2022 veröffentlicht wurden. Laut Sykes bestehen aktuell keine Pläne zur Fortsetzung von Unicorn Academy.